# (1202) Marina
(1202) Marina est un astéroïde de la ceinture principale extérieure découvert le 13 septembre 1931 par l'astronome russe Grigori Neujmin. Il a été nommé en hommage à sa collaboratrice Marina Davidovna Lavrova-Berg.

## Historique
Le lieu de découverte, par l'astronome russe Grigori Neujmin, est Simeis (094).
Sa désignation provisoire, lors de sa découverte le 13 septembre 1931, était 1931 RL.

## Caractéristiques
Sa distance minimale d'intersection de l'orbite terrestre est de 2,324 930 ua.